# Adobe Flash
Adobe Flash (trước đây là Macromedia Flash và trước đó FutureSplash), hay còn gọi một cách đơn giản là Flash, được dùng để chỉ chương trình sáng tạo đa phương tiện (multimedia) lẫn phần mềm dùng để hiển thị chúng Macromedia Flash Player.
Chương trình điện toán này được viết và phân phối bởi Adobe Systems (công ty đã mua Macromedia). Flash dùng kỹ thuật đồ họa vectơ và đồ họa điểm (raster graphics). Ngoài ra Flash còn có một ngôn ngữ văn lệnh riêng gọi là ActionScript và có khả năng truyền và tải luồng âm thanh hoặc hình ảnh. Đúng ra thì từ Macromedia Flash nên được dùng để chỉ chương trình tạo ra các tập tin Flash. Còn từ Flash Player nên được dành để chỉ ứng dụng có nhiệm vụ thi hành hay hiển thị các tập tin Flash đó. Tuy vậy, chữ Flash được dùng để chỉ cả hai chương trình nói trên.
Ngày 25 tháng 7 năm 2017, Adobe thông báo tới cuối năm 2020 công ty sẽ dừng cập nhật và cung cấp Adobe Flash Player.

## Ứng dụng của Flash
Flash là công cụ để phát triển các ứng dụng như thiết kế các phần mềm mô phỏng. Sử dụng ngôn ngữ lập trình ActionScript để tạo các tương tác, các hoạt cảnh trong phim. Điểm mạnh của Flash là có thể nhúng các file âm thanh, hình ảnh động. Người lập trình có thể chủ động lập các điều hướng cho chương trình. Flash cũng có thể xuất bản đa dạng các file kiểu html, exe, jpg để phù hợp với các ứng dụng của người sử dụng như trên Web, CD,
Các tập tin Flash, thường thường mang phần mở rộng là.swf (Shockwave Flash.[2]) và có thể hiện thị bởi các chương trình duyệt trang Web hay ứng dụng Flash Player. Các tập tin Flash thường là hoạt họa, quảng cáo hay các thành phần trang trí của các trang Web. Gần đây Flash còn được sử dụng để tạo ra các ứng dụng Internet phong phú. Với một kích thước tương tự, một tập tin Flash có thể chứa nhiều thông tin hơn là một tập tin hình dạng GIF hay dạng JPEG.
Ưu điểm lớn nhất của Flash - với đồ họa dạng vecto - là kích thước file rất nhỏ. Thuận tiện cho việc truyền tải dữ liệu qua Internet
Phiên bản mới nhất của Flash (8/2007)- Flash 9 (Flash IDE CS 3, Flash Player 9) với actionscript 3 (so với actionscript 2 trong flash

## Định dạng tập tin
Các tập tin Flash, thường thường mang phần mở rộng là .swf và có thể hiện thị bởi các chương trình duyệt trang Web hay ứng dụng Flash Player. Các tập tin Flash thường là hoạt họa, quảng cáo hay các thành phần trang trí của các trang Web. Gần đây Flash còn được sử dụng để tạo ra các ứng dụng Internet phong phú. Với một kích thước tương tự, một tập tin Flash có thể chứa nhiều thông tin hơn là một tập tin hình dạng GIF hay dạng JPEG.

## Ưu điểm
Ưu điểm lớn nhất của Flash - với đồ họa dạng vectơ - là kích thước file rất nhỏ. Thuận tiện cho việc truyền tải dữ liệu qua Internet. Phiên bản mới nhất của Flash cho đến năm 2011 là Flash CS5 và Actionscript 3.0.

## Adobe Flash hiện nay
Năm 2017, do những lỗ hổng bảo mật và Flash đang mất dần chỗ đứng vì những ứng dụng như HTML5, nên Adobe đã ra thông báo chính thức khai tử Adobe Flash Player vào ngày 31 tháng 12 năm 2020.